# Robert Vaughn

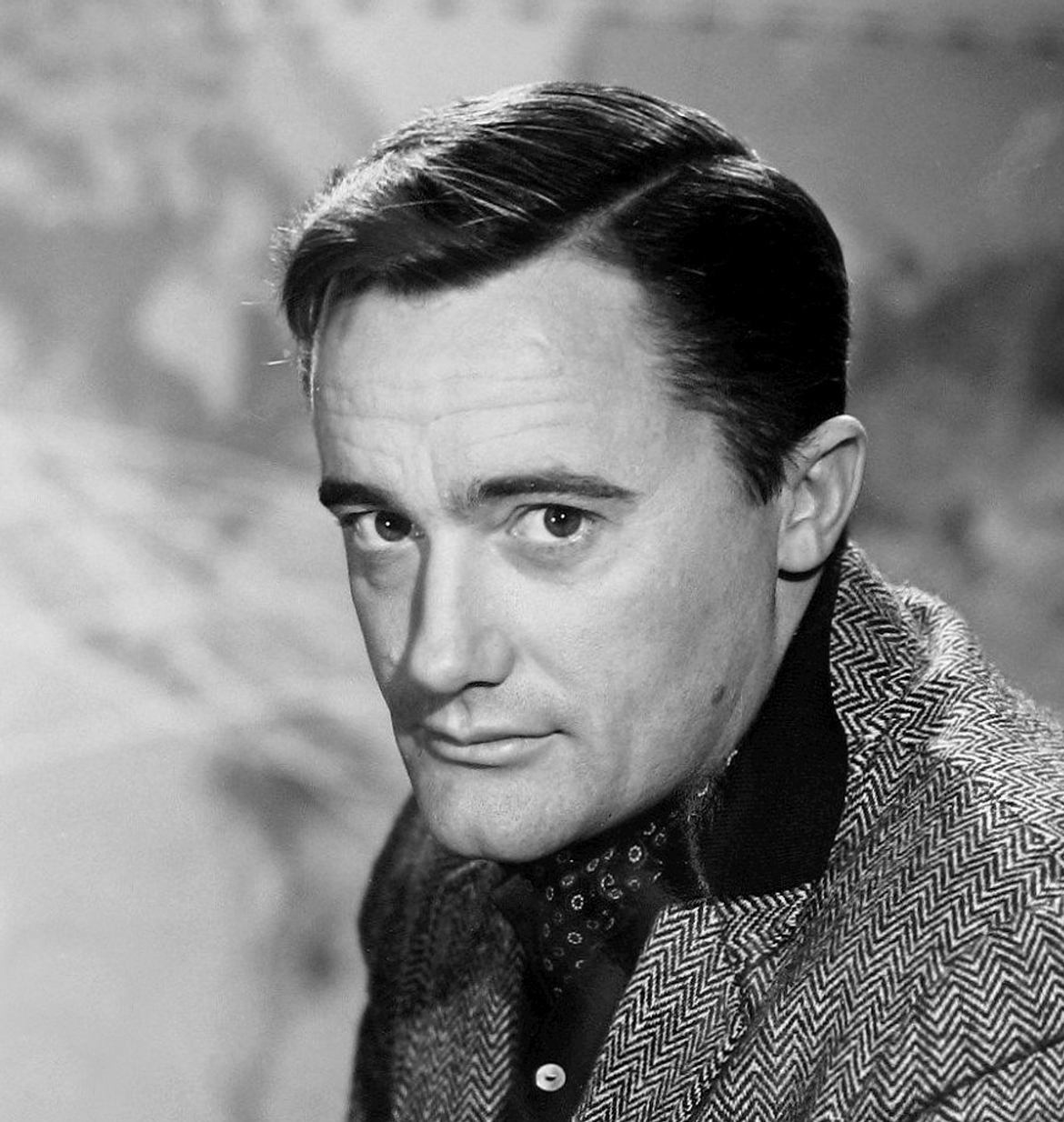
Robert Vaughn (1965)

Robert Francis Vaughn [vɔ:n] (* 22. November 1932 in New York City, New York; † 11. November 2016 in Ridgefield, Connecticut) war ein US-amerikanischer Schauspieler.

## Leben
Der Sohn eines Schauspieler-Ehepaares strebte zunächst eine Laufbahn als Journalist an, kam aber auf dem College intensiv mit Theater und Hörfunk in Berührung und beschloss, Schauspieler zu werden. Bei einem Theaterauftritt in den frühen 1950er Jahren in Los Angeles wurde er für den Film entdeckt und erhielt seinen ersten Studiovertrag. Eine seiner ersten, noch kleinen Rollen hatte er in dem Monumentalfilm Die Zehn Gebote von 1956.
Bereits 1959 erhielt er seine erste Oscar-Nominierung in der Kategorie Bester Nebendarsteller für seine Rolle in Der Mann aus Philadelphia an der Seite von Paul Newman. Im folgenden Jahr spielte er Lee, einen der Glorreichen Sieben, in dem gleichnamigen Western-Klassiker von John Sturges. Vaughn war zum Zeitpunkt seines Todes der letzte lebende Darsteller von den sieben Schauspielern. 
Seinen endgültigen internationalen Durchbruch als Schauspieler hatte Vaughn in der Rolle des Geheimagenten Napoleon Solo, den er zwischen 1964 und 1968 in der Fernsehserie Solo für O.N.C.E.L. sowie einigen TV-Specials und Kinofilmen (Thunderball) verkörperte. Die parodistischen Abenteuer des an James Bond angelehnten Agenten, der – für die 1960er Jahre ungewöhnlich – mit seinem russischen Partner Illya Kuryakin (David McCallum) – regelmäßig die Welt rettet, wurden in zahlreiche Länder verkauft. Als Vaughn 1986 in der fünften Staffel der Fernsehserie Das A-Team die Rolle des Generals Hunt Stockwell übernahm, der dem A-Team die Aufträge erteilt, kam es zu einer späten Rezeption von Napoleon Solo: In einer Episode hat David McCallum einen Gastauftritt als ehemaliger russischer Partner Stockwells, der allerdings hier zwanzig Jahre lang ein Dasein als Doppelagent geführt hat. Trotz abweichender Namen weisen Konstellation, Hintergrundmusik und sogar die Szenenwechsel unverkennbar auf Solo für O.N.C.E.L. hin.
Als Filmschauspieler stieg Vaughn nie in die erste Riege der Hollywood-Stars auf, spielte aber in vielen erfolgreichen Filmen mit: unter anderem an der Seite von Steve McQueen in Bullitt, als deutscher Major in Die Brücke von Remagen, ebenfalls neben Steve McQueen und Paul Newman in dem Katastrophen-Film Flammendes Inferno und neben Christopher Reeve in Superman III – Der stählerne Blitz. Er verkörperte zudem den Harry Rule in der englischen Krimiserie Kein Pardon für Schutzengel von 1971 sowie von 2004 bis 2012 den Gentleman-Gauner Albert Stroller in der Serie Hustle – Unehrlich währt am längsten. Bis in das Jahr 2016 hinein war er in mehr als 220 Film- und Fernsehproduktionen zu sehen.
Außerdem engagierte sich der promovierte (Ph.D.) Kommunikationswissenschaftler Vaughn politisch. Der überzeugte Demokrat und Freund von Robert F. Kennedy veröffentlichte 1972 seine Dissertation (Only Victims) über die McCarthy-Ära und deren Auswirkungen im Showbusiness.
1974 heiratete Vaughn seine Schauspielkollegin Linda Staab. Vorher lebte er mit der Schauspielerin Kathy Ceaton zusammen, deren Sohn Matthew seinen Namen trägt und in dem Glauben aufwuchs, Vaughn sei sein biologischer Vater.
Vaughn starb in einem Hospiz in Danbury, Connecticut, am 11. November 2016, elf Tage vor seinem 84. Geburtstag, nach jahrelanger Behandlung an Leukämie.

## Filmografie (Auswahl)
- 1956: Die Zehn Gebote (The Ten Commandments)
- 1959: Der Henker wartet schon (Good Day for a Hanging)
- 1959: Der Mann aus Philadelphia (The Young Philadelphians)
- 1959: Law of the Plainsman (Fernsehserie, 2 Folgen)
- 1960: Die glorreichen Sieben (The Magnificent Seven)
- 1960: Menschen im Weltraum (Men into Space, Fernsehserie, eine Episode)
- 1961: Die große Attraktion (The Big Show)
- 1962: Bonanza (Fernsehserie, Episode 4x06)
- 1963: Frauen, die nicht lieben dürfen
- 1964–1968: Solo für O.N.C.E.L. (The Man from U.N.C.L.E., Fernsehserie, 104 Episoden)
- 1966: Mitternacht – Canale Grande (The Venetian Affair)
- 1966: Spion in Spitzenhöschen (The Glass Bottom Boat, Cameo-Auftritt)
- 1967: Die Karate Killer (The Karate Killers)
- 1968: Bullitt
- 1968: Die unverbesserlichen Drei (The Helicopter Spies), Zusammenschnitt zweier Folgen von The Man From U.N.C.L.E.
- 1969: Die Brücke von Remagen (The Bridge at Remagen)
- 1969: So reisen und so lieben wir (If It’s Tuesday, This Must Be Belgium)
- 1970: Das zweite Leben des Mr. Soames (The Mind of Mr. Soames)
- 1971: Kein Pardon für Schutzengel (The Protectors)
- 1974: Flammendes Inferno (The Towering Inferno)
- 1975: Das ganz große Ding (La baby sitter)
- 1975: Columbo: Traumschiff des Todes (Troubled Waters, Fernsehreihe)
- 1976: Columbo: Der alte Mann und der Tod (Last Salute to the Commodore, Fernsehreihe)
- 1976: Des Teufels Saat (Demon Seed), Stimme des Computers Proteus
- 1977: Invasion der Raumschiffe (Starship Invasions)
- 1977: Washington: Hinter verschlossenen Türen (Washington: Behind Closed Doors) (6-teilige Miniserie im Original / 12-teilige Miniserie in deutscher Fassung)
- 1978: Verstecktes Ziel (Brass Target)
- 1979: Weißes Haus, Hintereingang (Backstairs at the White House, TV-Miniserie, Episode 1x01)
- 1979: Good Luck, Miss Wyckoff
- 1980: Apocalypse – Das Ende der Welt (Virus)
- 1980: Geheimsache Hangar 18 (Hangar 18)
- 1980: Overkill – Durch die Hölle zur Ewigkeit (Fukkatsu no hi)
- 1980: Sador – Herrscher im Weltraum (Battle Beyond the Stars)
- 1981: S.O.B. – Hollywoods letzter Heuler (S.O.B.)
- 1982: Inside the Third Reich, TV-Miniserie
- 1983: Superman III – Der stählerne Blitz (Superman III)
- 1983: The Return of the Man from U.N.C.L.E./Thunderball
- 1984: Hotel (Fernsehserie, Episode 1x03)
- 1985–1992: Mord ist ihr Hobby (Murder, She Wrote, Fernsehserie, 3 Episoden)
- 1986: Black Moon (Black Moon Rising)
- 1986: Delta Force (The Delta Force)
- 1986: Stingray (Fernsehserie, Episode 1x05)
- 1986–1987: Das A-Team (The A-Team, Fernsehserie, 13 Episoden)
- 1987: Killing Birds
- 1987: Nightstick
- 1987: Renegade
- 1989: River of Death – Fluß des Grauens (River of Death)
- 1990: Perry Mason und der Trotzkopf (Perry Mason: The Case of the Defiant Daughter)
- 1990: Die U-Boot Academy (Going Under)
- 1990: Metal Face – Der mit der Stahlmaske (Dark Avenger), zwei Episoden einer Fernsehkrimiserie
- 1992: Tatort: Camerone (Fernsehfilm)
- 1992: Mord ist ihr Hobby (Fernsehserie, 1 Episode)
- 1996: Joes Apartment – Das große Krabbeln (Joe’s Apartment)
- 1996–1998: Die Nanny (The Nanny, Fernsehserie, 2 Episoden)
- 1996: Walker, Texas Ranger  (Fernsehserie, Folge 5x5)
- 1997: Die Hawking Affäre (Motel Blue)
- 1997: Diagnose: Mord (Fernsehserie, 1 Episode)
- 1997–1998: Law & Order (Fernsehserie, 3 Episoden)
- 1998: Die Sportskanonen (BASEketball)
- 1998–2000: Die glorreichen Sieben (The Magnificent Seven, Fernsehserie, 6 Episoden)
- 1999: Der Sentinel – Im Auge des Jägers (The Sentinel, Fernsehserie, Episode 4x06)
- 2001: Pootie Tang
- 2004–2012: Hustle – Unehrlich währt am längsten (Hustle, Fernsehserie, 47 Episoden)
- 2006, 2015: Law & Order: Special Victims Unit (Fernsehserie, 2 Episoden)
- 2012: Coronation Street (Fernsehserie, 13 Episoden)

## Auszeichnungen
- 1960: Nominierung für den Academy Award als bester Nebendarsteller für The Young Philadelphians
- 1960: Nominierung für den Golden Globe als bester Nebendarsteller für The Young Philadelphians
- 1960: Nominierung für den Laurel Award als bester Darsteller für The Young Philadelphians (4. Platz)
- 1960: Nominierung für den Laurel Award als beste neue männliche Persönlichkeit (5. Platz)
- 1961: Nominierung für den Golden Globe als Vielversprechendster Newcomer – Mann für The Magnificent Seven
- 1966: Photoplay Award Populärster Star
- 1965: Nominierung für den Golden Globe für Bester TV-Star – Männlich für The Man from U.N.C.L.E.
- 1966: Nominierung für den Golden Globe für Bester TV-Star – Männlich für The Man from U.N.C.L.E.
- 1970: Nominierung für den BAFTA Award als bester Nebendarsteller für Bullitt
- 1978: Emmy bester Nebendarsteller für Washington: Behind Closed Doors
- 1979: Nominierung für den Emmy bester Nebendarsteller für Washington: Behind Closed Doors
- 1998: Stern auf dem Walk of Fame am 6633 Hollywood Blvd.

## Werke
- 1972: Only Victims: A Study of Show Business Blacklisting über die McCarthy-Ära und deren Auswirkungen im Showbusiness